# Безобразов, Александр Михайлович (1853)
Александр Михайлович Безобразов (1853—1931) — русский государственный деятель, статс-секретарь (1903—1905), действительный статский советник (1898), активный участник политики России на Дальнем Востоке. Его именем названа придворная группировка, так называемая «безобразовская группа», оказывавшая влияние на внешнюю политику Российской империи, деятельность которой, по мнению ряда исследователей, способствовала ухудшению отношений с Японией и привела к русско-японской войне.

## Биография
Представитель старинного рода Безобразовых. Сын санкт-петербургского уездного предводителя дворянства, камергера Михаила Александровича Безобразова и его жены Ольги Григорьевны, рожденной графини Ностиц. Внук генерала Г. И. Ностица и сенатора А. М. Безобразова, правнук графа Ф. Г. Орлова. Младший брат Владимир — генерал от кавалерии, командующий войсками гвардии.
По окончании Пажеского корпуса в 1873 году, выпущен был корнетом в Кавалергардский полк. В 1876 году был произведен поручиком. С ноября 1877 года по апрель 1881 года находился в командировке в городе Николаеве для наблюдения за изготовлением предложенной им самодвижущейся мины. В 1879 году был произведен штабс-ротмистром.
В 1882 году вышел в запас гвардейской кавалерии, а в следующем году был причислен к Главному управлению Государственного коннозаводства. С мая 1884 по июнь 1885 года заведывал хозяйственной частью Императорской охоты. С января 1886 по май 1888 года состоял чиновником особых поручений при Главном управлении Восточною Сибирью. С марта 1886 года по март 1897 года состоял корреспондентом Государственного коннозаводства по Иркутской губернии. В 1889 году получил орден Св. Владимира 4-й степени. В 1898 году был уволен от службы с чином действительного статского советника.
В 1896 году Безобразов составил обширную записку, в которой предсказывал неизбежность войны Японии с Россией. Указывая на агрессивную политику Японии в Корее и Маньчжурии, Безобразов предлагал создать в Маньчжурии по границе с Кореей вдоль реки Ялу особые заслоны под видом акционерных обществ, аналогичных британской Ост-Индской Компании, и таким образом произвести постепенное мирное завоевание Кореи. Проект был встречен сочувственно, так как сулил не только достижение политических целей на Дальнем Востоке, но и материальные выгоды. 
Однако привлечь государственные средства не удалось из-за опасений, в первую очередь министра финансов С. Ю. Витте, что участие в этом деле государства придаст проекту нежелательное политическое измерение. Соответственно, деньги были предоставлены из личных средств царской семьи, на которые у владивостокского купца Юлия Бринера на имя Н.Г. Матюнина была приобретена концессия, полученная от Корейского правительства на эксплуатацию леса в бассейне реки Ялу, и организовано «Русское лесопромышленное товарищество», устав которого был утверждён в июле 1901 года. Товариществу  было предоставлено право создать особую лесную охрану, фактически представлявшую собой частную армию. Распорядителем товарищества на месте был подполковник генерального штаба Мадритов, который сумел привлечь к участию в деле известного в Маньчжурии грозного вождя хунхузов Линчи (Джан-джин-юани), числившегося в китайских войсках и прекрасно знакомого со всеми местными условиями. Вскоре в результате подавления восстания Боксеров позиции России в регионе значительно усилились, и России удалось получить аналогичные концессии у Китая вдоль реки Ялу. К этому времени  С.Ю. Витте был уволен с поста министра финансов, и А.М. Безобразов получил доступ к государственным финансам.
С ноября 1902 года по апрель 1903 года Безобразов находился в командировке с Высочайшим поручением в Порт-Артур. Здесь он высказывался о желательности противодействия агрессивной политике Японии и серьёзно встревожил этим адмирала Алексеева. Однако, вернувшись в Петербург, Безобразов сумел представить положение дела в столь блестящем виде, что возбудил к нему особый интерес.

Безобразов энергично настаивал на приостановке эвакуации российских войск из Маньчжурии, уже начатой 24 сентября 1902 года. С целью поднять русский престиж он указывал также на необходимость учредить на Дальнем Востоке наместничество с самыми широкими полномочиями. Несмотря на решительное противодействие этим планам со стороны министров С. Ю. Витте, А. Н. Куропаткина и графа Ламздорфа, Безобразов, при поддержке министра внутренних дел В. К. Плеве, добился также осуществления их, и эвакуация была приостановлена. 
6 мая 1903 года был пожалован в статс-секретари, а в июне того же года был вновь командирован в Порт-Артур. Ко времени его приезда в Порт-Артур собрались: возвращавшийся из командировки в Японию генерал-адъютант Куропаткин, дипломатические представители России: в Китае — Лессар, в Корее — Павлов и военный агент в Японии — полковник Вогак; все они составили тогда совещание по вопросу об условиях эвакуации Маньчжурии и по экономическим и специально военным вопросам, вследствие чего в совещаниях этих принимали участие не только адмирал Алексеев, и высшие чины местного управления, но и начальники отдельных войсковых частей. Целью совещания было изыскание способов к мирному разрешению, без ущерба достоинству России, русско-японского конфликта. Почти все члены совещания решительно высказались против агрессивной политики в Маньчжурии и Корее, и только Безобразов находил такую уступчивость не соответствующей интересам и достоинству России и полагал необходимым требовать от Китая предоставления России права эксплуатации всех горных и лесных богатств Маньчжурии, хотя бы это требование пришлось поддержать силой оружия. Результатом этого совещания было журнальное его постановление о том, что договор 26 марта 1902 года с Китаем о восстановлении его власти в Маньчжурии и эвакуации её исполнен быть не может, и оккупация её должна быть продолжена на срок, необходимый России для довершения нужных военных мероприятий.
Возвратившись в Петербург, Безобразов снова представил проекты осуществления своих планов. Хотя они и встретили по-прежнему серьёзную и вескую критику со стороны министров военного, финансов и иностранных дел, Безобразов добился решения вопроса в желательном для себя смысле.
28 июля 1903 года Безобразов представил всеподданнейший доклад, в котором доказывал, что возможность соглашения с Японией встречает затруднения, в силу англо-японского союза и участия англичан во всех японских дипломатических переговорах, и что Япония, считая себя фактической обладательницей южной Кореи, рассчитывает захватить со временем и северную часть этого полуострова. Считая, что при таких надеждах японцев трудно убедить, что та уступка, которую Россия имеет в виду предложить им в Корее, будет ценным для них приобретением и что из-за него они должны сойтись с Россией на Дальнем Востоке, Безобразов находил, что единственным выходом из настоящего положения являются:
1. российское военно-политическое усиление на берегах Тихого океана;
2. изолирование Японии от содействия остальных держав, кроме Англии, которая одна, как показало прошлое, фактически помогать Японии не будет
3. «когда эти мероприятия удадутся и японцы поймут своё положение, созданное политикой Англии, тогда можно будет рассчитывать на перемену понятий в Японии и на возможность с ней сговориться, но уже на более скромных для неё основаниях, нежели настоящие наши предполагаемые уступки».

Не дожидаясь результатов этого доклада Япония возбудила в июле 1903 года вопрос о разграничении между ней и Россией сферы влияния на Дальнем Востоке. 30 июля того же года последовал Высочайший указ об учреждении на Дальнем Востоке наместничества, а в Санкт-Петербурге — Особого комитета по делам Дальнего Востока. 10 октября Безобразов был назначен членом этого комитета. Переговоры с Японией, как известно, завершились войной, исход которой стал концом и политической карьеры Безобразова.
Рядом исследователей был выдвинут тезис о «безобразовской клике» во главе с А. М. Безобразовым. В нее, по мнению этих исследователей, в разное время входили генеральный консул в Корее и Маньчжурии Н. Г. Матюнин, крупный промышленник В. М. Вонлярлярский, граф И. И. Воронцов-Дашков, великий князь Александр Михайлович, адмирал Е. И. Алексеев, адмирал А. М. Абаза, князь Ф.Ф. Юсупов и другие.  Смысл этого тезиса сводится к тому, что на рубеже 19-го и 20-го веков вокруг Николая II образовался круг авантюристов, пытавшихся проводить политику на Дальнем Востоке минуя правительство и, таким образом, ответственных за ухудшение отношений с Японией и, в конечном счете, начало русско-японской войны.
Однако, не все исследователи поддерживают эту точку зрения, указывая, помимо прочего, на ангажированный характер тезиса о «безобразовской клике», который возник и активно использовался в пропагандистских целях, упрощенное понимание причин русско-японской войны и недооценку роли правительства и лично Николая II в осуществлении политики на Дальнем Востоке.  
После Октябрьской революции эмигрировал во Францию. Скончался в 1931 году в Русском доме Сент-Женевьев-де-Буа. Похоронен на местном кладбище.

## Семья
Был женат на своей двоюродной сестре, Екатерине Николаевне Безобразовой, внучке генерала И. О. Сухозанета, вдове князя Николая Николаевича Хованского (1836—1886). В браке имел двоих сыновей — Михаила (р. 1890) и Александра (р. 1894). Жена умерла в 1913 году в Женеве.
На правах опекуна статс-секретарь управлял усадьбой Безобразовых (к востоку от Санкт-Петербурга), формально принадлежавшей его недееспособной свояченице.